# 徐怀谦
徐怀谦（1968年—2012年8月22日），山东高密人，毕业于北京大学中文系、中国社科研究生院文学硕士，曾是虞城县县委副书记，原《人民日报》大地副刊主编。

## 生平
1968年，徐怀谦出生在山东省高密市，曾在北京大学中文系读书，大学毕业后，分配到首钢集团工作，1年后，又调配到《人民日报》文艺部工作，1999年，徐怀谦出任河南省商丘市虞城县县委副书记，去职之后，获得中国社科研究生院文学硕士学位，最后出任《人民日报》大地副刊主编，后来因为抑郁症而退休到北京安定医院治疗，2012年，徐怀谦因为抑郁症在下午14点跳楼自杀，北京朝阳医院抢救无效逝世，自杀前，缅甸政府宣布取消新闻审查制度。

## 作品

### 独著
- . 北京市: 商务印书馆. 2012: 331. ISBN 9787100088060.
- . 黑龙江省哈尔滨市: 北方文艺出版社. 2011: 250. ISBN 9787531725411.
- . 西宁市: 昆仑出版社. 2005: 246. ISBN 9787800407666.
- . 北京市: 文化艺术出版社. 2005: 310. ISBN 9787503927546.
- . 北京市: 文化艺术出版社. 2002: 303. ISBN 9787503921414.

### 合著
- 徐怀谦; 李四平. . 北京市: 当代中国出版社. 2007: 205. ISBN 9787801706065.

## 奖项
| 年份   | 作品               | 奖项                           | 是否得奖 | 备注  |
| ------ | ------------------ | ------------------------------ | -------- | ----- |
|        |                    | “鲁迅杯”杂文征文大赛二等奖     | 獲獎     | [ 1 ] |
|        |                    | 第十届北京杂文新人奖           | 獲獎     | [ 1 ] |
|        |                    | 首届郭沫若散文随笔奖优秀编辑奖 | 獲獎     | [ 1 ] |
| 2012年 | 《南水北调进行时》 | 第二届全国短篇报告文学奖二等奖 | 獲獎     | [ 4 ] |